# Код бюджетной классификации
Код бюджетной классификации (КБК) – агрегированный многоразрядный код, обозначающий определенную группировку доходов, расходов и источников финансирования дефицитов Федеральный бюджет России.

## История создания
В 1995 году с целью составления, исполнения бюджетов, обеспечения сопоставимости показателей бюджетов всех уровней бюджетной системы Российской Федерации была сформирована единая бюджетная классификация, представляющая собой определенную группировку по единой системе доходов, расходов и источников покрытия дефицита, основанную на однородных признаках. Структура бюджетной классификации определяется федеральным законом. Законодательные органы власти субъектов федерации утверждают бюджетную классификацию для каждого субъекта. Минфин РФ может вносить изменения в бюджетную классификацию, не приводящие к ее структурным изменениям. Единая бюджетная классификация — это методологический документ, регламентирующий формы составления, представления и исполнения бюджетов Российской Федерации, определяет цели расходования бюджетных средств, устанавливает задачи и курс финансовой политики правительства, разграничивает источники бюджетных ресурсов различных уровней. Федеральный закон от 15 августа 1996 г. № 115-ФЗ «О бюджетной классификации Российской Федерации» и приказ Минфина РФ от 6 января 1998 г. № 1н «О бюджетной классификации Российской Федерации» дополнили Бюджетный кодекс Российской Федерации муниципальным уровнем классификации видов государственных внутренних долгов и классификацией государственных внешних активов РФ. Затем Федеральным законом от 5 августа 2000 года была утверждена новая редакция классификации объектов на группы, подгруппы, статьи и подстатьи.
С 01.01.2020 года вступил в действие Приказ Минфина России от 29.11.2019 №207н, который определяет КБК в платежных поручениях на уплату налогов и взносов. Индивидуальным предпринимателям необходимо руководствоваться КБК, утвержденным Приказом Минфина России от 06.06.2019 №86н.

## Определение
Согласно Бюджетному кодексу РФ код бюджетной классификации — это код группировки доходов, расходов и источников финансирования дефицитов бюджетов бюджетной системы Российской Федерации. КБК используется для составления и исполнения бюджетов и отчетности об их выполнении. Кроме того коды обеспечивают сопоставимость показателей. КБК используется в документах, когда одной из сторон является государство или его органы. В частности, КБК указывается в платежном поручении при уплате налогов, а также штрафов и других обязательных платежей в бюджет.
По мнению ряда экономистов код бюджетной классификации — это агрегированный многоразрядный код, обозначающий определенную группировку доходов, расходов и источников финансирования дефицитов бюджетной системы РФ.
Формирование кодов соответствует ряду принципов: 
- стабильности, то есть неизменности от года к году. что обеспечивает преемственность отчётных данных;
- единства по всем бюджетам бюджетной системы РФ;
- открытости, что позволяет любому лицу получать информацию о кодах.

## Бюджетная классификация Российской Федерации
Согласно статье 19 Бюджетного кодекса РФ бюджетная классификация включает:
- классификацию доходов бюджетов;
- классификацию расходов бюджетов;
- классификацию источников финансирования дефицитов бюджетов;
- классификацию операций публично-правовых образований.

Согласно статье 165 Бюджетному кодексу РФ Министерство финансов Российской Федерации утверждает коды бюджетной классификации Российской Федерации. Федеральное казначейство РФ осуществляет контроль за соответствием содержания платёжной операции коду бюджетной классификации, указанному в платежном поручении в качестве получателя средств Федерального бюджета России.
Согласно Приказу Минфина России от 06.06.2019 N 85н код классификации доходов бюджетов состоит из 20 знаков. Структура двадцатизначного кода классификации доходов бюджетов является единой для бюджетов бюджетной системы Российской Федерации и включает следующие составные части: код главного администратора доходов бюджета (1—3 разряды); код вида доходов бюджетов (4—13 разряды); код подвида доходов бюджетов (14—20 разряды). Для детализации коды классификации доходов бюджетов используются код подвида доходов, которые также утверждает Министерство финансов РФ (общие требования к порядку формирования перечня кодов подвидов доходов бюджетов бюджетной системы РФ и перечень кодов подвидов по видам доходов, главными администраторами которых являются органы государственной власти РФ, Центральный банк РФ, органы управления государственными внебюджетными фондами РФ и/или находящиеся в их ведении казенные учреждения).

## Бюджетная классификация в Республике Казахстан
Код бюджетной классификации (КБК) — система цифровых и буквенных кодов, используемая для классификации и учета бюджетных средств в государственных и местных бюджетах Республики Казахстан.
Система кодов бюджетной классификации применяется на всех уровнях бюджетной системы: республиканском, региональном (областном) и местном (муниципальном). Каждый код отражает определённый вид доходов или расходов бюджета и имеет своё уникальное значение.
Значения элементов кодировки содержат:
- Категория —  представляет собой группировку поступлений по экономическим признакам. Количество знаков: 1;
- Класс — группируют поступления по их источникам и видам. Количество знаков: 2;
- Подкласс — группируют поступления более детально по их источникам и видам. Количество знаков: 1;
- Специфика — определяет вид платежа или поступления в бюджет. Количество знаков: 2.